# Brede Waterworks Tramway
| Brede Waterworks Tramway                                                            | Brede Waterworks Tramway |
| ----------------------------------------------------------------------------------- | ------------------------ |
| 18 Zoll 0-4-0ST Bagnall-Dampflok von 1899 mit einer modifizierten Baguley-Steuerung |                          |
| Streckenverlauf, 1908                                                               |                          |
| Streckenlänge:                                                                      | 1,5 km                   |
| Spurweite:                                                                          | 457 mm                   |
|                                                                                     |                          |

Die Brede Waterworks Tramway war eine von 1899 bis 1935 betriebene 1,5 km lange Schmalspur-Werksbahn in Brede, Sussex, mit einer Spurweite von 457 mm (18 Zoll).

## Geschichte
Für den Bau und Betrieb der mit Dampfmaschinen betriebenen Pumpen der Brede Waterworks wurde eine Feldbahn mit einer Spurweite von 457 mm (18 Zoll) verlegt, die von einem Schiffsanleger am Fluss Brede zum Wasserwerk führte. Die Schienen hatten ein Metergewicht von 8 kg/m (16 Pfund pro Yard).
Für den Transport von Baumaterialien wurde eine Dampflokomotive eingesetzt. Außerdem gab es vier offene Drei-Tonnen-Drehgestellwagen. Nach Abschluss der Bauarbeiten wurde die mit der Dampflokomotive betriebene Feldbahn beibehalten, um Kohle vom Kai zum Wasserwerk zu bringen und die Kessel für die Dampfmaschinen zu versorgen. Ein Pony wurde als Zugtier eingesetzt, wenn die Dampflokomotive außer Betrieb war.
Obwohl kein öffentlicher Personenverkehr angeboten wurde, beförderte die Feldbahn gelegentlich Fahrgäste, z. B. als Vertreter der Hastings Corporation das Wasserwerk besuchten. Mit Stroh gefüllte Säcke dienten als behelfsmäßige Sitze auf den offenen Wagen. In den 1920er Jahren war die Brede nicht mehr schiffbar, so dass der zum Fluss führende Streckenabschnitt der Feldbahn stillgelegt wurde. Die Kohle wurde daraufhin vom Haltepunkt Doleham Halt an der Strecke Ashford–Hastings in eine Transferhalle gebracht, die etwa 140 m (150 Yards) nördlich des Schiffsanlegers gebaut wurde.
Nachdem eine Straße zu den Wasserwerken gebaut worden war, wurde die Feldbahn 1937 außer Betrieb genommen. Daraufhin wurde die Kohle per LKW direkt vom Bahnhof Hastings zu den Wasserwerken geliefert. Die Schienen wurden später abgebaut. 1964 wurden die Dampfmaschinen durch elektrische Pumpen ersetzt, woraufhin die Dampfkessel verschrottet wurden. Das Gebäude steht unter Grade II Denkmalschutz.

## Lokomotive
Bei der Lokomotive handelte es sich um eine 0-4-0T-Dampflokomotive der Mercedes-Klasse, die von W.G. Bagnall mit der Werksnummer 1560/1899 geliefert wurde. In der Anfangszeit hieß sie Brede. 1923 wurde ein neuer Kessel eingebaut. Um 1931 wurde die Lokomotive umgebaut, weil die Wassertanks ausgetauscht werden mussten. Die Lokomotive wurde 1935 aufgrund von Verschleiß außer Betrieb genommen und anschließend verschrottet.